# Agrupació Esportiva Piera
L'Agrupació Esportiva Piera és un club de futbol català de la ciutat de Piera. El club disposa d'un total d'11 equips repartits en diferents categories.

## Història
Al voltant del 1920 nasquí a la vila, el Club de Futbol Piera, de la mà d'Antoni Balart, que desaparegué durant la Guerra Civil. El 1940, Rossend Bosch, Federico Esteve i Antoni Balart fundaren el Club Esportiu Piera, que un any més tard ingressà a la Federació Catalana de Futbol. El 1948 canvià de nom, adoptant el d'Agrupació Esportiva Piera. El 1975 es crearen els primers conjunts de futbol base.
El Camp Municipal d'Esports fou inaugurat el 8 de setembre de 1950 i remodelat el 1985.

## Presidents
- Antoni Balart
- Federico Esteve
- Rossend Bosch
- Ignasi Junyent
- Pepito Ballesteros
- Francesc Parera
- Miquel Figueres
- Guillermo Solà
- Jaume Freixes
- Javier Rodríguez
- Josep Puig
- Josep Ferreiro
- Antonio Rodríguez
- Marc García
- Hèctor Rodríguez